# Seven de la República 1988
El Seven de la República de 1988 fue la séptima edición del torneo de rugby 7 de fin de temporada para uniones regionales afiliadas a la Unión Argentina de Rugby. Se llevó a cabo el 27 y 28 de febrero de 1988 en El Plumazo, sede del Club Atlético Estudiantes de Paraná.
Luego de organizar las últimas dos ediciones del torneo, la Unión de Rugby de Mar del Plata fue designada como sede de las fases finales del Campeonato Argentino de Mayores de 1988. Debido a esto, la organización del torneo de seven pasó a manos de la Unión Entrerriana de Rugby, con los encuentros desarrollándose en las instalaciones del Club Atlético Estudiantes de la ciudad de Paraná, tradicional e histórico club de la región.
Tras esta edición, y como resultado de la satisfacción de la UAR con la organización, calidez e instalaciones del torneo, Paraná pasaría a convertirse en la sede de facto de la competición, albergándola por más de 30 años y dando lugar a uno de sus tradicionales denominaciones, el Seven de Paraná.
La Unión de Rugby de Cuyo clasificó a la final por segundo año consecutivo, esta vez imponiéndose 34-6 ante la Unión de Rugby del Nordeste y consiguiendo su primer título en la historia del torneo. A partir de este torneo y en concordancia con el Campeonato Argentino de Rugby, la Unión Argentina de Rugby pasaría a ser representada en competición por un solo equipo, Buenos Aires, en lugar de los seleccionados de "Capital" y "Provincia".

## Equipos participantes
Participaron del torneo dieciocho equipos: dieciséis uniones provinciales, un seleccionado nacional de Sudamérica y un equipo representativo de la Unión Argentina de Rugby.
| Equipo              | Unión                                                |
| ------------------- | ---------------------------------------------------- |
| Alto Valle          | Unión de Rugby del Alto Valle de Río Negro y Neuquén |
| Austral             | Unión de Rugby Austral                               |
| Buenos Aires        | Unión Argentina de Rugby                             |
| Córdoba             | Unión Cordobesa de Rugby                             |
| Cuyo                | Unión de Rugby de Cuyo                               |
| Entre Ríos          | Unión Entrerriana de Rugby                           |
| Jujuy               | Unión Jujeña de Rugby                                |
| Mar del Plata       | Unión de Rugby de Mar del Plata                      |
| Misiones            | Unión de Rugby de Misiones                           |
| Nordeste            | Unión de Rugby del Nordeste                          |
| Paraguay            | Unión de Rugby del Paraguay                          |
| Rosario             | Unión de Rugby de Rosario                            |
| Salta               | Unión de Rugby de Salta                              |
| San Juan            | Unión Sanjuanina de Rugby                            |
| Santa Fe            | Unión Santafesina de Rugby                           |
| Santiago del Estero | Unión Santiagueña de Rugby                           |
| Sur                 | Unión de Rugby del Sur                               |
| Tucumán             | Unión de Rugby de Tucumán                            |

En cursiva los seleccionados internacionales invitados.

## Formato
Los dieciocho equipos fueron divididos en cuatro grupos, dos de cuatro equipos y dos de cinco. Cada grupo se resuelve con el sistema de todos contra todos a una sola ronda; la victoria otorga 2 puntos, el empate 1 y la derrota 0 puntos. Su posición final determina que zona disputaran en la Fase Final.
Los dos primeros de cada grupo clasifican a los cuartos de final de la Zona Campeonato, mientras que todos los demás equipos clasifican a la Zona Estímulo. Una ronda preliminar se disputa para determinar los equipos que jugarán en los cuartos de final de su respectiva zona.

## Fase de grupos

### Zona A
| Pos. | Equipos  | Partidos | Partidos | Partidos | Tantos | Tantos | Tantos | Pts. |
| Pos. | Equipos  | G        | E        | P        | PF     | PC     | DP     | Pts. |
| ---- | -------- | -------- | -------- | -------- | ------ | ------ | ------ | ---- |
| 1.°  | Tucumán  | 4        | 0        | 0        | 82     | 12     | +70    | 8    |
| 2.°  | Córdoba  | 3        | 0        | 1        | 74     | 36     | +38    | 6    |
| 3.°  | Sur      | 1        | 0        | 3        | 34     | 84     | -50    | 2    |
| 4.°  | Paraguay | 1        | 0        | 3        | 28     | 48     | -20    | 2    |
| 5.°  | Salta    | 1        | 0        | 3        | 32     | 70     | -38    | 2    |

| 27 de febrero | Tucumán | 18 - 12 | Córdoba | CA Estudiantes, Paraná |  |

| 27 de febrero | Tucumán | 34 - 0 | Sur | CA Estudiantes, Paraná |  |

| 27 de febrero | Tucumán | 16 - 0 | Paraguay | CA Estudiantes, Paraná |  |

| 27 de febrero | Tucumán | 14 - 0 | Salta | CA Estudiantes, Paraná |  |

| 27 de febrero | Córdoba | 30 - 6 | Sur | CA Estudiantes, Paraná |  |

| 27 de febrero | Córdoba | 16 - 6 | Paraguay | CA Estudiantes, Paraná |  |

| 27 de febrero | Córdoba | 16 - 6 | Salta | CA Estudiantes, Paraná |  |

| 27 de febrero | Sur | 10 - 0 | Paraguay | CA Estudiantes, Paraná |  |

| 27 de febrero | Sur | 18 - 20 | Salta | CA Estudiantes, Paraná |  |

| 27 de febrero | Paraguay | 22 - 6 | Salta | CA Estudiantes, Paraná |  |

### Zona B
| Pos. | Equipos         | Partidos | Partidos | Partidos | Tantos | Tantos | Tantos | Pts. |
| Pos. | Equipos         | G        | E        | P        | PF     | PC     | DP     | Pts. |
| ---- | --------------- | -------- | -------- | -------- | ------ | ------ | ------ | ---- |
| 1.°  | Rosario         | 3        | 0        | 1        | 130    | 22     | +108   | 6    |
| 2.°  | Nordeste        | 3        | 0        | 1        | 86     | 38     | +48    | 6    |
| 3.°  | Mar del Plata   | 3        | 0        | 1        | 84     | 22     | +62    | 6    |
| 4.°  | Austral         | 1        | 0        | 3        | 13     | 128    | -105   | 2    |
| 5.°  | Sgo. del Estero | 0        | 0        | 4        | 10     | 113    | -103   | 0    |

| 27 de febrero | Rosario | 14 - 18 | Nordeste | CA Estudiantes, Paraná |  |

| 27 de febrero | Rosario | 22 - 4 | Mar del Plata | CA Estudiantes, Paraná |  |

| 27 de febrero | Rosario | 46 - 0 | Austral | CA Estudiantes, Paraná |  |

| 27 de febrero | Rosario | 48 - 0 | Sgo. del Estero | CA Estudiantes, Paraná |  |

| 27 de febrero | Nordeste | 0 - 16 | Mar del Plata | CA Estudiantes, Paraná |  |

| 27 de febrero | Nordeste | 40 - 4 | Austral | CA Estudiantes, Paraná |  |

| 27 de febrero | Nordeste | 28 - 4 | Sgo. del Estero | CA Estudiantes, Paraná |  |

| 27 de febrero | Mar del Plata | 36 - 0 | Austral | CA Estudiantes, Paraná |  |

| 27 de febrero | Mar del Plata | 28 - 0 | Sgo. del Estero | CA Estudiantes, Paraná |  |

| 27 de febrero | Austral | 9 - 6 | Sgo. del Estero | CA Estudiantes, Paraná |  |

### Zona C
| Pos. | Equipos  | Partidos | Partidos | Partidos | Tantos | Tantos | Tantos | Pts. |
| Pos. | Equipos  | G        | E        | P        | PF     | PC     | DP     | Pts. |
| ---- | -------- | -------- | -------- | -------- | ------ | ------ | ------ | ---- |
| 1.°  | Cuyo     | 3        | 0        | 0        | 62     | 26     | +36    | 6    |
| 2.°  | Santa Fe | 2        | 0        | 1        | 62     | 22     | +40    | 4    |
| 3.°  | San Juan | 1        | 0        | 2        | 27     | 48     | -21    | 2    |
| 4.°  | Misiones | 0        | 0        | 3        | 16     | 71     | -55    | 0    |

| 27 de febrero | Cuyo | 16 - 14 | Santa Fe | CA Estudiantes, Paraná |  |

| 27 de febrero | Cuyo | 18 - 6 | San Juan | CA Estudiantes, Paraná |  |

| 27 de febrero | Cuyo | 28 - 6 | Misiones | CA Estudiantes, Paraná |  |

| 27 de febrero | Santa Fe | 20 - 6 | San Juan | CA Estudiantes, Paraná |  |

| 27 de febrero | Santa Fe | 28 - 0 | Misiones | CA Estudiantes, Paraná |  |

| 27 de febrero | San Juan | 15 - 10 | Misiones | CA Estudiantes, Paraná |  |

### Zona D
| Pos. | Equipos      | Partidos | Partidos | Partidos | Tantos | Tantos | Tantos | Pts. |
| Pos. | Equipos      | G        | E        | P        | PF     | PC     | DP     | Pts. |
| ---- | ------------ | -------- | -------- | -------- | ------ | ------ | ------ | ---- |
| 1.°  | Buenos Aires | 3        | 0        | 0        | 56     | 8      | +48    | 6    |
| 2.°  | Entre Ríos   | 2        | 0        | 1        | 48     | 24     | +24    | 4    |
| 3.°  | Alto Valle   | 1        | 0        | 2        | 22     | 50     | -28    | 2    |
| 4.°  | Jujuy        | 0        | 0        | 3        | 12     | 56     | -44    | 0    |

| 27 de febrero | Buenos Aires | 24 - 4 | Entre Ríos | CA Estudiantes, Paraná |  |

| 27 de febrero | Buenos Aires | 16 - 4 | Alto Valle | CA Estudiantes, Paraná |  |

| 27 de febrero | Buenos Aires | 16 - 0 | Jujuy | CA Estudiantes, Paraná |  |

| 27 de febrero | Entre Ríos | 22 - 0 | Alto Valle | CA Estudiantes, Paraná |  |

| 27 de febrero | Entre Ríos | 22 - 0 | Jujuy | CA Estudiantes, Paraná |  |

| 27 de febrero | Alto Valle | 18 - 12 | Jujuy | CA Estudiantes, Paraná |  |

## Fase final

### Zona Campeonato
|  | Cuartos de final | Cuartos de final | Cuartos de final |          |         | Semifinales | Semifinales | Semifinales |  |          | Final    | Final | Final |  |
|  |                  |                  |                  |          |         |             |             |             |  |          |          |       |       |  |
|  |                  |                  |                  |          |         |             |             |             |  |          |          |       |       |  |
|  | 1.° A            | Tucumán          | 10               |          |         |             |             |             |  |          |          |       |       |  |
|  | 1.° A            | Tucumán          | 10               |          |         |             |             |             |  |          |          |       |       |  |
|  | 2.° C            | Santa Fe         | 6                |          |         |             |             |             |  |          |          |       |       |  |
|  | 2.° C            | Santa Fe         | 6                |          | Tucumán | Tucumán     | 10          |             |  |          |          |       |       |  |
|  |                  |                  |                  |          | Tucumán | Tucumán     | 10          |             |  |          |          |       |       |  |
|  |                  |                  | Nordeste         | Nordeste | 11      |             |             |             |  |          |          |       |       |  |
|  | 1.° D            | Buenos Aires     | Nordeste         | Nordeste | 11      | 10          |             |             |  |          |          |       |       |  |
|  | 1.° D            | Buenos Aires     |                  |          |         |             |             |             |  |          |          |       |       |  |
|  | 2.° B            | Nordeste         | 13               |          |         |             |             |             |  |          |          |       |       |  |
|  | 2.° B            | Nordeste         | 13               |          |         |             |             |             |  | Nordeste | Nordeste | 6     |       |  |
|  |                  |                  |                  |          |         |             |             |             |  | Nordeste | Nordeste | 6     |       |  |
|  |                  |                  | Cuyo             | Cuyo     | 34      |             |             |             |  |          |          |       |       |  |
|  | 1.° B            | Rosario          | Cuyo             | Cuyo     | 34      | 16          |             |             |  |          |          |       |       |  |
|  | 1.° B            | Rosario          |                  |          |         |             |             |             |  |          |          |       |       |  |
|  | 2.° D            | Entre Ríos       | 6                |          |         |             |             |             |  |          |          |       |       |  |
|  | 2.° D            | Entre Ríos       | 6                |          | Rosario | Rosario     | 8           |             |  |          |          |       |       |  |
|  |                  |                  |                  |          | Rosario | Rosario     | 8           |             |  |          |          |       |       |  |
|  |                  |                  | Cuyo             | Cuyo     | 18      |             |             |             |  |          |          |       |       |  |
|  | 1.° C            | Cuyo             | Cuyo             | Cuyo     | 18      | 34          |             |             |  |          |          |       |       |  |
|  | 1.° C            | Cuyo             |                  |          |         |             |             |             |  |          |          |       |       |  |
|  | 2.° A            | Córdoba          | 4                |          |         |             |             |             |  |          |          |       |       |  |
|  | 2.° A            | Córdoba          | 4                |          |         |             |             |             |  |          |          |       |       |  |
|  |                  |                  |                  |          |         |             |             |             |  |          |          |       |       |  |

### Zona Estímulo
Primera Rueda
| 28 de febrero | Sur (3.° A) | 22 - 10 | Misiones (4.° C) | CA Estudiantes, Paraná |  |

| 28 de febrero | Paraguay (4.° A) | 14 - 6 | Jujuy (4.° D) | CA Estudiantes, Paraná |  |

|  | Cuartos de final | Cuartos de final | Cuartos de final |            |          | Semifinales | Semifinales | Semifinales |  |     | Final | Final | Final |  |
|  |                  |                  |                  |            |          |             |             |             |  |     |       |       |       |  |
|  |                  |                  |                  |            |          |             |             |             |  |     |       |       |       |  |
|  | Prel.            | Sur              | 12               |            |          |             |             |             |  |     |       |       |       |  |
|  | Prel.            | Sur              | 12               |            |          |             |             |             |  |     |       |       |       |  |
|  | 5.° B            | Sgo. del Estero  | 4                |            |          |             |             |             |  |     |       |       |       |  |
|  | 5.° B            | Sgo. del Estero  | 4                |            | Sur      | Sur         | 20          |             |  |     |       |       |       |  |
|  |                  |                  |                  |            | Sur      | Sur         | 20          |             |  |     |       |       |       |  |
|  |                  |                  | Alto Valle       | Alto Valle | 9        |             |             |             |  |     |       |       |       |  |
|  | 3.° D            | Alto Valle       | Alto Valle       | Alto Valle | 9        | 6           |             |             |  |     |       |       |       |  |
|  | 3.° D            | Alto Valle       |                  |            |          |             |             |             |  |     |       |       |       |  |
|  | 4.° B            | Austral          | 4                |            |          |             |             |             |  |     |       |       |       |  |
|  | 4.° B            | Austral          | 4                |            |          |             |             |             |  | Sur | Sur   | 12    |       |  |
|  |                  |                  |                  |            |          |             |             |             |  | Sur | Sur   | 12    |       |  |
|  |                  |                  | Paraguay         | Paraguay   | 10       |             |             |             |  |     |       |       |       |  |
|  | 3.° B            | Mar del Plata    | Paraguay         | Paraguay   | 10       | 12          |             |             |  |     |       |       |       |  |
|  | 3.° B            | Mar del Plata    |                  |            |          |             |             |             |  |     |       |       |       |  |
|  | Prel.            | Paraguay         | 18               |            |          |             |             |             |  |     |       |       |       |  |
|  | Prel.            | Paraguay         | 18               |            | Paraguay | Paraguay    | '10         |             |  |     |       |       |       |  |
|  |                  |                  |                  |            | Paraguay | Paraguay    | '10         |             |  |     |       |       |       |  |
|  |                  |                  | San Juan         | San Juan   | 6        |             |             |             |  |     |       |       |       |  |
|  | 3.° C            | San Juan         | San Juan         | San Juan   | 6        | 9           |             |             |  |     |       |       |       |  |
|  | 3.° C            | San Juan         |                  |            |          |             |             |             |  |     |       |       |       |  |
|  | 5.° A            | Salta            | 6                |            |          |             |             |             |  |     |       |       |       |  |
|  | 5.° A            | Salta            | 6                |            |          |             |             |             |  |     |       |       |       |  |
|  |                  |                  |                  |            |          |             |             |             |  |     |       |       |       |  |

## Tabla de posiciones
Posiciones finales al terminar el campeonato:
| 1.°  | Cuyo            | 6 | 0 | 0 | 148 | 44  | +104 |
| 2.°  | Nordeste        | 5 | 0 | 2 | 116 | 92  | +24  |
| 3.°  | Rosario         | 4 | 0 | 2 | 154 | 46  | +108 |
| 4.°  | Tucumán         | 5 | 0 | 1 | 102 | 29  | +73  |
| 5.°  | Buenos Aires    | 3 | 0 | 1 | 66  | 21  | +45  |
| 6.°  | Córdoba         | 3 | 0 | 2 | 78  | 70  | +8   |
| 7.°  | Santa Fe        | 2 | 0 | 2 | 68  | 32  | +36  |
| 8.°  | Entre Ríos      | 2 | 0 | 2 | 54  | 40  | +14  |
| 9.°  | Sur             | 5 | 0 | 3 | 100 | 117 | -17  |
| 10.° | Paraguay        | 4 | 0 | 4 | 80  | 82  | -2   |
| 11.° | Alto Valle      | 2 | 0 | 3 | 37  | 74  | -37  |
| 12.° | San Juan        | 2 | 0 | 3 | 42  | 63  | -21  |
| 13.° | Sgo. del Estero | 0 | 0 | 5 | 14  | 125 | -111 |
| 14.° | Mar del Plata   | 3 | 0 | 2 | 96  | 40  | +56  |
| 15.° | Salta           | 1 | 0 | 4 | 38  | 79  | -41  |
| 16.° | Misiones        | 0 | 0 | 4 | 26  | 93  | -67  |
| 17.° | Austral         | 1 | 0 | 4 | 17  | 134 | -117 |
| 18.° | Jujuy           | 0 | 0 | 4 | 18  | 70  | -52  |

|  | Campeón Zona Campeonato. |
|  | Ganador Zona Estímulo.   |

| Bandera de la Provincia de Mendoza |
| Cuyo Campeón                       |
| Primer título                      |